# Eccoptoptera
Eccoptoptera es un  género de coleópteros adéfagos de la familia Carabidae.

## Especies
Comprende las siguientes especies:
- Eccoptoptera cupricollis Chaudoir, 1878
- Eccoptoptera mutilloides (Bertoloni, 1857)